# Brent Newdick
Brent Newdick (né le 31 janvier 1985 à Tauranga) est un athlète néo-zélandais, spécialiste du décathlon.

## Biographie
Brent Newdick vit à Sydney en Australie.

## Palmarès
| Date | Compétition           | Lieu                | Place | Points |
| ---- | --------------------- | ------------------- | ----- | ------ |
| 2006 | Jeux du Commonwealth  | Melbourne           | 4e    | 7 566  |
| 2009 | Championnats du monde | Berlin              | 23e   | 7 915  |
| 2009 | Universiade           | Belgrade            | 2e    | 7 874  |
| 2010 | Jeux du Commonwealth  | New Delhi           | 2e    | 7 899  |
| 2011 | Multistars            | Desenzano del Garda | 2e    | 7 780  |
| 2011 | Championnats du monde | Daegu               | 19e   | 7 761  |
| 2012 | Jeux olympiques       | Londres             | 12e   | 7 988  |
| 2013 | Universiade           | Kazan               | 3e    | 7 611  |

## Records

### Records personnels
| Épreuve   | Performance | Lieu   | Date       |
| --------- | ----------- | ------ | ---------- |
| Décathlon | 8 114 pts   | Götzis | 29/05/2011 |

| Épreuve    | Performance | Lieu    | Date       |
| ---------- | ----------- | ------- | ---------- |
| Heptathlon | 5 758 pts   | Tallinn | 04/02/2012 |